# Kristinas Astikas
Kristinas Astikas (en polonais : Ościk Krystyn), né en 1363 à Trakai et mort en 1442 ou 1444, est un noble lituanien, partisan et compagnon du grand-duc Vytautas le Grand, ainsi que de son frère et successeur Sigismond Ier Kęstutaitis. Il est castellan de Vilnius (Vilna) à partir de 1419.

## Biographie
Selon certains historiens, Kristinas (Christian) Astikas est un parent du grand-duc Traidenis (décédé en 1282) et les anciens ducs de Kernavė. Il est mentionné dans le traité de Salynas signé le 12 octobre 1398 par le grand-duc Vytautas et Konrad von Jungingen, grand maître de l’ordre Teutonique. Il participe à la cérémonie de signature d'autres accords, dont la paix de Toruń en 1411 et la paix du lac de Melno en 1422.
Lorsque l'union d'Horodło entre le royaume de Pologne et le grand-duché de Lituanie est signé en 1413, les boyards lituaniens se sont vues investir du droit d'adopter un armorial de la noblesse polonaise et Kristinas choisit le clan Trąby (« cors »). Son fils Radvila (décédé en 1477) est nommé voïvode de Trakai en 1466 et castellan de Vilnius en 1475 ; il devint par la suite le fondateur de la maison Radziwill.